# Julius Robert von Mayer
Julius Robert von Mayer (Heilbronn, 1814. november 25. – Heilbronn, 1878. március 20.) német orvos és fizikus, a termodinamika tudományának egyik megalapozója. Legismertebb tudományos eredménye az energiamegmaradás elvének kimondása (1841), amelyet manapság a termodinamika első főtételeként emlegetünk, s amelyet ő fogalmazott meg úgy, hogy "energia nem keletkezik és nem vész el". 1842-ben Mayer leírta azt a kémiai folyamatot, mely az élőlények alapvető energiaellátásért felelős, s amelyet ma oxidáció néven ismerünk. A maga korában eredményei visszhangtalanok maradtak, többek közt azért, mert egy évvel később James Prescott Joule felfedezte a hő-munka egyenértékűséget. Mayer vetette fel azt is, hogy a növények a fényt képesek kémiai energiává alakítani (fotoszintézis).

## Élete
Mayer 1814. november 25-én született Heilbornnban egy patikárius fiaként. Itt töltötte gyermekkorát és itt végezte középfokú tanulmányait is; majd a Tübingeni Egyetemre került, hogy orvostudományt tanuljon. Doktorátusát 1838-ban szerezte meg. Rövid párizsi tartózkodás után (1839-40) hajóorvos lett egy Jakartába tartó holland három-árbocos hajón.
Mayer – állítólag – itt, a hajón tette azokat a megfigyeléseit, melyek az energiamegmaradás elvének megfogalmazására késztették. Egyes források szerint az a jelenség gondolkoztatta el, hogy a vihar-keltette hullámok melegebbek a nyugvó víznél. Más források szerint orvosi ténykedése közben figyelt fel arra, hogy a trópusokon (a mérsékelt égövvel összevetve) vörösebb a matrózok vénás vére, vagyis kisebb az árnyalatkülönbség az artériás és a vénás vér közt. Mayer ezt a jelenséget a következőképpen magyarázta: mivel magasabb a hőmérséklet, ezért az emberi életműködéshez szükséges hő egy részét maga a környezeti hőmérséklet fedezi és kisebb az oxidáció aránya. Ezek alapján tehát az emberi test hője, az oxidáció által nyert kémiai energia valamint a test munkavégzése egymásba átalakítható fizikai jelenségek.
Mayer 1841-ben hazatért Heilbronnba, megházasodott és folytatta orvosi praxisát; közben azonban hódolt újfent támadt fizikusi szenvedélyének is. 1841-ben jelentette meg első tudományos munkáját: Az Erők kvantitatív és kvalitatív meghatározásáró. (Mayer erő alatt megközelítőleg a mai energiafogalmat értette.) Műve visszhangtalan maradt, Mayert ezután a hő-munka egyenértékűségének kérdése izgatta, számszerű eredményt is adott erre vonatkozóan.
1848-ban kiszámította, hogy energiaforrás híján a Nap 5000 év alatt hűlne le, s felvetette, hogy a meteoritok tartják melegen.
Saját korában nem ismerték el, tudományos eredményeit a kor tudósai egyáltalán nem vették komolyan, helyette Joule-nak adtak hitelt. A tudományos világ elutasítása és családi tragédiái (több gyermekének halála) miatt Mayer csaknem öngyilkosságot követett el. Egy időre elmegyógyintézetbe is vonult. A fizika és kémiai előrehaladásával időközben megváltozott a Mayer nézeteihez való hozzáállás is, az ötvenes évek végére kezdték elismerni érdemeit. 1859-ben a Tübingeni Egyetem filozófiai tanszéke tiszteletbeli doktorrá avatta. A korábban semmibe vett tanulmányát 1862-ben revideálta John Tyndall a the London Royal Institution tartott előadás-sorozatában. 1867-ben jelent meg aDie Mechanik der Wärm című műve. 1867-ben Mayert Württemberg Királysága nemesi címmel tüntette ki. 1878. március 20-án hunyt el, gümőkórban.

## Munkássága
Az energiamegmaradás elvének első, korai változatát még Sadi Carnot fogalmazta meg; ő azonban még a kalorikum elmélet híve volt, s így a felfogása meglehetősen távol állt a jelenlegi tudományos ismereteinktől. A mai szellemiségnek megfelelő módon Sadi után Mayer fogalmazta meg a termodinamika első főtételét, mely az egész jelenkori fizika egyik legfontosabb alapösszefüggése.
Mayer először egy, az Annales der Physiknek küldött tanulmányában tett kísérletet az enrgiamegmaradás elvének megfogalmazására (energia helyett itt is az erő – Kraft – szót használta). A tanulmány azonban nem került publikálásra, mivel Mayer elkövetett néhány alapvetőnek számító hibát is, abból adódóan, hogy fizikai ismeretei (képzettsége miatt) hiányosak voltak.
Mayer ezek után már szemszerűen is ki tudta számítani a hő-munka egyenértéket. Kutatási eredményét 1842-ben jelentette meg az Annalen der Chemie und Pharmacie. 1845-ös írásában (Die organische Bewegung im Zusammenhang mit dem Stoffwechsel) a hő és a munka közti átváltószámot először 365 kp•m/kcal, majd 425 kp•m/kcal értékben határozta meg. A mai érték termokémiai kalóriára vonatkozóan 4,184 kJ/kcal (426,6 kp m/kcal) , a nemzetközi gőztáblázat kalóriájára vonatkozóan pedig 4,1868 kJ/kcal (426,9 kp•m/kcal).
Mayer számításai csak azért pontatlanok mert téves adatokból indult ki, az összefüggéseket helyesen látta meg. 1842-es cikkének elméleti modellje egyébiránt a következő volt (mai szóhasználattal élve): kereste azt, mekkora magasságba kell emelni egy adott tömegű testet, hogy annak a potenciális energiája megegyezzen az ugyanolyan tömegű víz 0 °C-ról 1 °C-ra való melegítéséhez szükséges energiával.
Az összefüggésnek fontos következménye, hogy bár a hő és a munka az energia különféle fajtái, de egymásba kölcsönösen átalakíthatók. Ezt nevezzük a kalorikum elmélet első főtételének, és ebből alakult ki az energiamegmaradás elvének mai formája, melyet Hermann von Helmholtz fogalmazott meg egzaktul először 1847-ben.
Mayer elsődleges érdeme, hogy az erőre (energiára) vonatkozó, a világ egységét és az erő megmaradását hirdető német metafizikus elképzeléseket (melyek a romantikus természetfilozófiában gyökereztek) egyesítette az angolok gyakorlatias irányvonalával, s így az energiára és a hő-munka egyenértékre vonatkozóan számszerű, kísérletekkel ellenőrizhető megállapításokat tudott tenni.

## Emlékezete
- Emlékét őrzi Móra Ferenc Az energia megmaradása című írása (megjelent a Nádihegedű című kötetben).

## Fordítás
- Ez a szócikk részben vagy egészben a Julius von Mayer című angol Wikipédia-szócikk fordításán alapul.  Az eredeti cikk szerkesztőit annak laptörténete sorolja fel. Ez a jelzés csupán a megfogalmazás eredetét és a szerzői jogokat jelzi, nem szolgál a cikkben szereplő információk forrásmegjelöléseként.